# Orobinski
Orobinski ist ein Weiler in der Oblast Woronesch, Russische Föderation und gehört zur Landgemeinde Deresowka im Rajon Werchni Mamon. Er liegt etwa 35 km vom Verwaltungszentrum – dem Dorf Werchni Mamon – entfernt.

## Geschichte
Der Weiler wurde vermutlich im Jahr 1760 von einem Einhöfer mit dem Nachnamen Orobinski gegründet. Wahrscheinlich stammte der Gründer aus den nördlichen Kreisen des Gouvernements Woronesch. Laut der zweiten Revisionsliste von 1835 lebten damals zwei Familien mit dem Namen Orobinski im Weiler – Nachfahren des Gründers.
Im 19. Jahrhundert lebten in Orobinsk auch Vertreter anderer Familien: Alferow, Gladtschenko, Zelenski, Kolbasin, Limarew, Nebratenkow, Pisarenkow, Rybaltschin, Solodownikow und andere. Nach der damaligen Volkszählung gab es im Weiler 47 Haushalte und 321 Einwohner.
Die Mehrheit der Bevölkerung im Rajon Werchni Mamon ist russischer Herkunft, jedoch lebten in Dörfern wie Makarowka, Olchowatka und Orobinsk auch Menschen ukrainischer Abstammung, die sich heute als Russen verstehen.

## Moderne
Im Jahr 1929 wurde infolge der Kollektivierung der Kolchos „Pfad des Armen“ gegründet, der etwa 300 Haushalte umfasste. 1959 wurde dieser Kolchos umstrukturiert und Teil eines großen landwirtschaftlichen Unternehmens – des Kolchos-Giganten „Morgendämmerung des Kommunismus“.
Laut der Volkszählung von 1989 zählte der Weiler 60 Haushalte und 229 Bewohner. Bis 2013 verringerte sich die Anzahl der Häuser auf 25, in denen 54 Menschen lebten; davon waren 18 Haushalte dauerhaft bewohnt, die restlichen nur saisonal.

## Infrastruktur und Alltag
Im Weiler sind sehr alte, baufällige Häuser mit Ziegeldächern erhalten geblieben, die einst Strohdächer ersetzt hatten. Zu Sowjetzeiten wurde eine asphaltierte Straße gebaut und Stallgebäude errichtet. Im Dezember 2013 wurde der Weiler an das Gasnetz angeschlossen.
Früher lebten die Bewohner in traditionellen Häusern – Chatas – mit Lehmfußboden und einem Putz aus einer Mischung von Lehm und Pferdemist. Das Haus war in einen vorderen und einen hinteren Teil unterteilt, getrennt durch einen russischen Ofen. Der vordere Teil diente als repräsentatives Zimmer, der hintere zum Kochen und zum Wärmen junger Tiere im Winter.

## Natur
In der Nähe des Weilers befinden sich zwei Teiche – der Obere und der Untere Teich – die durch fließendes Wasser verbunden sind. Die Ufer sind flach und mit Weiden bewachsen. Im Frühling füllen sich die Teiche bis zum Rand mit Wasser, in Trockenzeiten werden sie durch Quellen gespeist. In den Teichen leben Karauschen sowie scheue Krickenten und Wildenten.

## Kultur und Religion
Im Jahr 1912 wurde im Weiler eine Kirche zu Ehren der Kasaner Gottesmutter erbaut. In den 1950er Jahren, zur Zeit der Sowjetunion, wurde das Kirchengebäude in eine elektrische Mühle umgewandelt – als dritter Produktionsstandort des Kolchos „Morgendämmerung des Kommunismus“. Heute ist die Kirche verlassen und verfällt zunehmend.

## Herkunft des Namens Orobinski
Der Familienname „Orobinski“ ist meist polnischen Ursprungs oder steht in Verbindung mit Nachbarländern wie Belarus und der Ukraine. Die meisten Namensträger gehörten dem polnischen Adel an; etwa 10 % könnten Nachkommen alter russischer Fürsten- oder Bojarenfamilien gewesen sein. Der Name weist auf einen geografischen Ursprung oder Ort hin, aus dem die Familie stammt.
In manchen Fällen wurde der Name Absolventen geistlicher Seminare verliehen. Namensträger finden sich in alten Dokumenten des russisch-orthodoxen Klerus der Region Tula aus dem 16.–17. Jahrhundert. Zur Zeit Iwans des Schrecklichen tauchte der Name in Listen ehrenhafter und wohlklingender Familiennamen auf, die Hofleuten als besondere Auszeichnung verliehen wurden.